# Национал-социалистический союз врачей
Национа́л-социалисти́ческий сою́з неме́цких враче́й (нем. Nationalsozialistischer Deutscher Ärztebund, сокр. NSD-Ärztebund аббрев. NSDAB) — общественная организация в нацистской Германии (1935—1944), объединявшая в своих рядах врачей-членов НСДАП. Создан в 1929 году по инициативе врача и издателя Людвига Либля.
Согласно уставу, принятому в 1929 году, союз имел следующие задачи:
1. Предоставлять партии по указанию руководителя управления по вопросам здравоохранения врачей и специалистов для всех партийных организаций и целей в пределах управления.
2. Создать служебную этику немецких врачей и всего здравоохранения в духе национал-социалистического мировоззрения и внедрять эти принципы также в сознание общественности.
3. Осуществлять взаимную поддержку и помощь в профессиональных делах, воспитывать национал-социалистическое подрастающее поколение, в том числе студентов, в духе национал-социалистической профессиональной этики.

Членами союза могли стать врачи, аптекари, ветеринары и стоматологи, имеющие допуск к практике, признанный руководителем союза, и если они являются членами НСДАП.
Кандидатами в члены союза могли стать врачи, не являющиеся членами НСДАП, но поддерживающие цели союза. Вопрос о приёме в качестве члена или кандидата решал руководитель союза.

## Руководители
Первым председателем союза (1929—1932) был Людвиг Либль.
В 1932 году его сменил Герхард Вагнер, которому в 1934 году было присвоено звание Reichsärzteführer.
После смерти Вагнера в 1939 году, союз возглавил Леонардо Конти.